# Vilayat Khan
Pour les articles homonymes, voir Khan (homonymie).
Ustad Vilayat Khan (né le 28 août 1928 et mort le 13 mars 2004) est un sitariste indien. Il était le rival de Ravi Shankar, chacun ayant un style bien particulier.